# Eva Kristin Hansen
Eva Kristin Hansen (Født 5. marts 1973) er et  norsk politiker fra Arbeiderpartiet, der har repræsenteret Sør-Trøndelag i Stortinget siden Stortingsvalget 2005, og var Stortingspræsident i 1,5 måned fra 9. oktober til 23. november 2021, hvor posten overgik til Masud Gharahkhani.
Fra 2000 til 2002 var hun leder af AUF. På landsmødet i 2002 tabte hun en kamp mod Gry Larsen med tre stemmer. Fra 2006 er hun leder af Sør-Trøndelag Arbeiderpartiet, der har været næstformand fra 2003. Hun var medlem af byrådet i Trondheim fra 2003 til 2005 og medlem af amtsrådet fra 1995 til 1999.

## Stortingskomiteer
- 2017-21: medlem af Kontrol- og forfatningsudvalg
- 2013-2017: medlem af Energi- og Miljøudvalget
- 2009-2013: medlem af Udenrigs- og Forsvarsudvalget
- 2005-2009: medlem af Arbejds- og Socialudvalget